# كونسير القط (فلم)
كونسير القط (بالإنجليزية: The Cat Concerto) هو فيلم رسوم متحركة تم إنتاجه في الولايات المتحدة وصدر في سنة 1947. الفيلم من إخراج ويليام هانا وجوزيف باربيرا.

## القصة
حفل موسيقي على وشك أن يتم عرضه على خشبة المسرح في قاعة. بعد ذلك ، يخرج توم ، عازف البيانو ، من جانب واحد من الستائر ويصفق الجمهور. ينحني ويجلس ويعدل مقعده ويمسح يديه على قطعة قماش ويبدأ في العزف على قطعة من قبل ليزت (الرابسودي المجري رقم 2). في جزء من الأغنية ، يمسح يديه مرة أخرى ، ويعدل ربطة عنقه ويضع ملابسه مرة أخرى ، ثم يبدأ العزف مرة أخرى. أثناء العزف ، كان جيري نائمًا على البيانو ، لكنه يتأثر بينما يعزف توم. يستيقظ جيري عندما يكرر توم المفتاح. جيري يقفز ويسقط على خيط. يواصل توم اللعب. يلاحظ جيري توم ويهتم ، ويلوح بالأنماط الرئيسية. يعيده توم إلى العزف على البيانو. يظهر جيري بعد ذلك تحت المفتاح ، لكن توم يلعبها. عندما توقف ، جيري يجري تحت المفاتيح. يعزف توم المفاتيح التي كان تحتها ويمضي قدمًا. يواصل توم لعب مفتاحين. كان يجب أن يتوقف ، لكن جيري يكررها من داخل البيانو. توم بونكس جيري ويتقدم ، لكن جيري يجبر الباب الرئيسي على الإغلاق بالقوة ، مما يؤدي إلى تسطيح يدي توم. ثم يحاول جيري قطع أصابعه ، لكن توم سريع. ثم يستبدل جيري مفتاحين بمصيدة فئران. يقع توم في غرامه وتتحول أصابعه إلى اللون الأحمر. ثم يلعب جيري ، لكن توم يعزف لحنه الخاص لإبعاده. بعد التأكد من أن جيري لن يضرب ، بدأ اللعب مرة أخرى ، لكن جيري بدأ في عزف لحنه الخاص. دفع توم بعض المفاتيح ووضعه تحت مقعده ، ثم بدأ اللعب مرة أخرى. يبتعد جيري ويرفع الكرسي ثم يخفضه ويسقط. يمسك توم بجيري ويضعه بين المفاتيح داخل البيانو ، وكأنه يقول ، «ستحصل عليه يا سيد!» ثم يلعب لحن للتغلب على جيري. يصاب جيري بالجنون ، ويقرع مفتاحين ويعزف لحنه الخاص. يعزف توم لحنًا آخر أيضًا ، ثم يتوقف جيري. كان على توم أن يكمل الأغنية لكن جيري اختار لحنه مرة أخرى. يكرر توم لحنه ويحاول الحصول عليها عندما يبدأ جيري في عزف اللحن مرة أخرى. ينهي توم اللحن أخيرًا ويتعب من الكلب وهو ينهار بالقرب من البيانو ، بينما يصفق الجمهور لجيري الذي ارتدى لتوه سترة العشاء فقط.

## وصلات خارجية
- مقالات تستعمل روابط فنية بلا صلة مع ويكي بيانات